# 小行星3729
小行星3729，又称为扬州星，是由紫金山天文台在1983年11月1日发现的主带小行星。
小行星3729以江苏省的城市扬州市命名。